# HISTORY - The Complete Video Collection 2008-2014
『HISTORY - The Complete Video Collection 2008-2014』（ヒストリー ザ・コンプリート・ビデオ・コレクション にせんはち にせんじゅうよん）は日本のロックユニット、VAMPSのミュージック・ビデオ集。2016年12月14日発売。発売元はユニバーサルミュージック内のレーベル、Virgin Music。

## 解説
前作『MTV Unplugged: VAMPS』以来約半年ぶり11作目となる映像作品のリリースで、結成年の2008年から2014年までにリリースした楽曲のミュージック・ビデオを集めたVAMPS初のMV集となっている。
本作品には、1stシングル「LOVE ADDICT」から10thシングル「VAMPIRE'S LOVE」までのシングル表題曲、そしてカップリング曲・アルバム収録曲を含めた計17曲のミュージック・ビデオが収録されている。
フィジカルはBlu-ray Disc及びDVDの2種類で発売されており、Blu-ray版は完全数量限定盤（BD）と初回限定盤A（BD）の2形態、DVD版はと初回限定盤B（DVD）と通常盤（DVD）の2形態でリリースされた。なお、Blu-ray版の両形態には、9曲のメイキング映像と初収録映像、さらにVAMPSによる解説副音声が収録されている。また、完全数量限定盤にはクラッチバッグやニット帽、卓上カレンダーが特典として付属している。さらに、DVD版の初回限定盤Bには、ミュージック・ビデオの印象的なシーンの数々を掲載した60頁のフォトブックが付属している。

## 収録曲
1. LOVE ADDICT
ディレクター：柿本ケンサク
2. I GOTTA KICK START NOW
ディレクター：A.T.
3. TROUBLE
ディレクター：川村ケンスケ
4. EVANESCENT
ディレクター：東市篤憲、真壁成尚
5. SWEET DREAMS
ディレクター：鶴岡雅浩
6. SWEET DREAMS -acoustic
ディレクター：鶴岡雅浩
7. DEVIL SIDE
ディレクター：多田卓也
8. ANGEL TRIP
ディレクター：柿本ケンサク
9. REVOLUTION
ディレクター：喜田夏記
10. MY FIRST LAST
ディレクター：柿本ケンサク
11. MEMORIES
ディレクター：大喜多正毅
12. PIANO DUET
ディレクター：大喜多正毅
13. AHEAD
ディレクター：maxilla
14. REPLAY
ディレクター：野田智雄
15. GET AWAY
ディレクター：多田卓也
16. THE JOLLY ROGER
ディレクター：多田卓也
17. VAMPIRE'S LOVE
ディレクター：二階健

- Blu-ray版特典映像

1. LOVE ADDICT
2. I GOTTA KICK START NOW
3. EVANESCENT
4. ANGEL TRIP
5. AHEAD
6. REPLAY
7. THE JOLLY ROGER
8. GET AWAY
9. VAMPIRE’S LOVE
10. THE JOLLY ROGER LIVE MV